# Psoralis brunnescens
Psoralis brunnescens is een vlinder uit de familie van de dikkopjes (Hesperiidae). De wetenschappelijke naam van de soort is voor het eerst geldig gepubliceerd in 1939 door Kenneth Hayward.